# Axt von Arkalochori

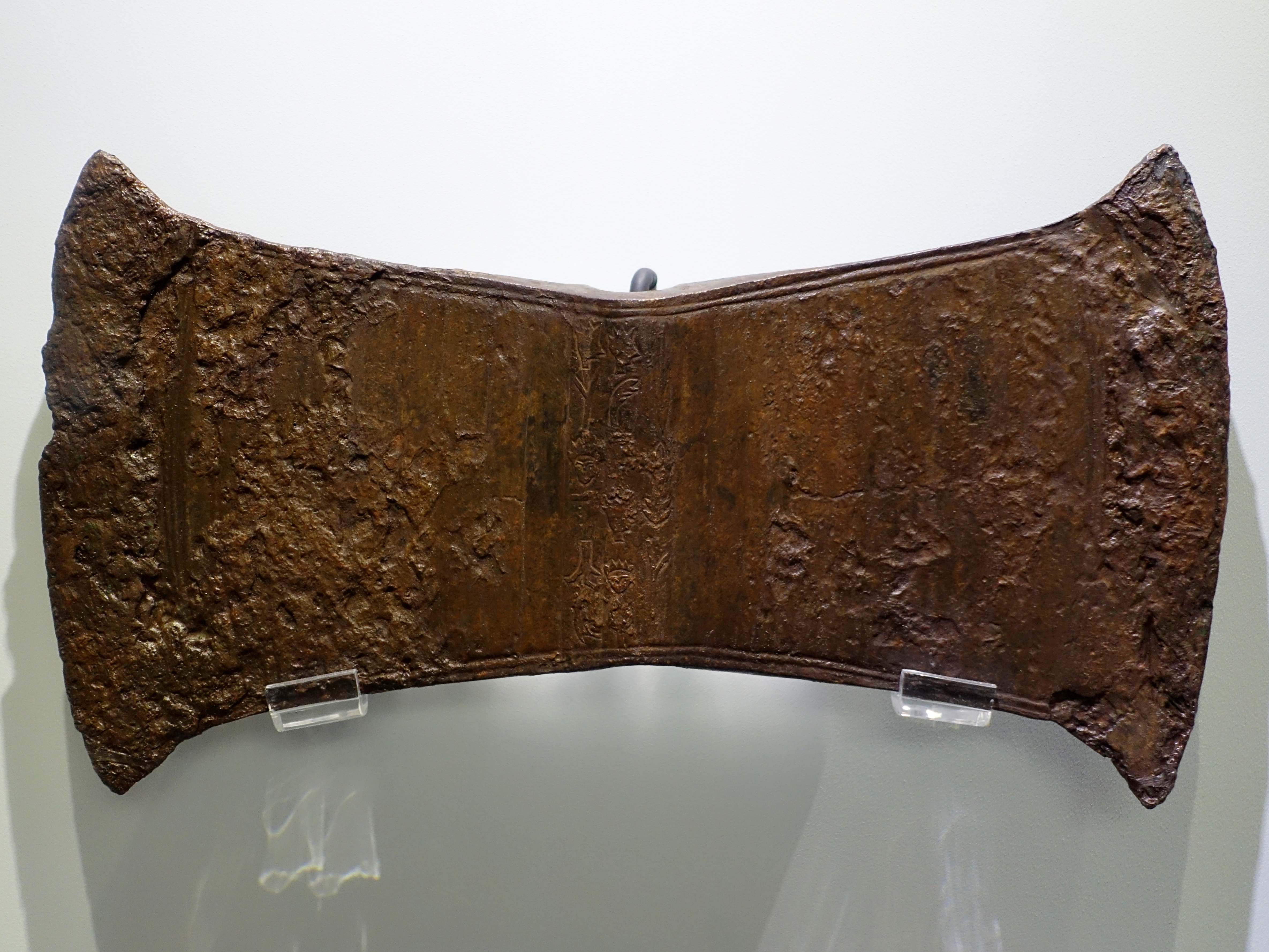
Ausstellungsstück im archäologischen Museum von Iraklio

Als Axt von Arkalochori (griechisch Πέλεκυς του Αρκαλοχωρίου Pelekis tou Arkalochoriou) wird eine bronzene Doppelaxt (Labrys) mit einer eingravierten Inschrift bezeichnet, die wahrscheinlich aus dem 17. Jahrhundert v. Chr. stammt. Sie wurde 1934 bei Ausgrabungen durch Spyridon Marinatos bei Arkalochori auf der griechischen Insel Kreta entdeckt. Der Archäologe Louis Godart nahm für die Herstellung der Axt die Übergangszeit der minoischen Perioden MM III B zu SM I A an. Das bronzezeitliche Fundstück befindet sich im archäologischen Museum von Iraklio.

## Fundbeschreibung
Koordinaten der Fundstelle: 35° 8′ 38,7″ N, 25° 15′ 37″ O

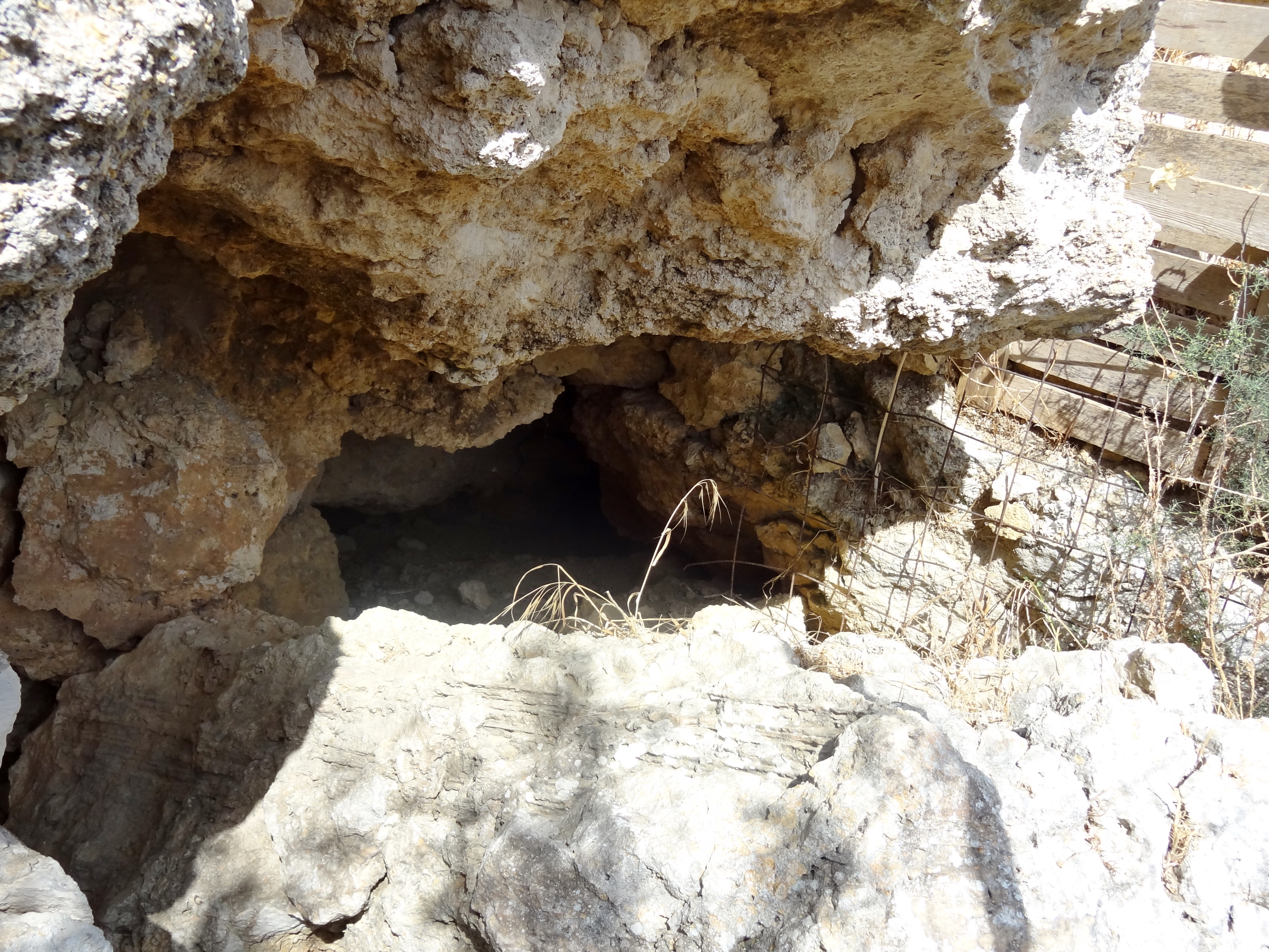
Eingang zur Höhle von Arkalochori

Die Axt von Arkalochori fand man mit vielen anderen Votivgaben in einer 30 Meter langen Höhle, die Ende der minoischen Periode SM I möglicherweise durch ein Erdbeben verschüttet wurde. Der 1,6 Meter hohe und 0,7 Meter breite Eingang der schon in der Steinzeit besiedelten und seit etwa 2500 v. Chr. als Kulthöhle genutzten „Heiligen Höhle“ liegt in etwa 400 Metern Höhe nahe der Ortschaft Arkalochori (Αρκαλοχώρι; auf Katharevousa Arkalochorion) nordöstlich der Messara-Ebene. Er befindet sich auf dem flachen Hügel Agios Ilias (Άγιος Ηλίας) an der Südwestseite der Kirche Profitis Ilias (Προφήτης Ηλίας) am Westrand von Arkalochori in Richtung Zinda (Ζίντα).
Schon 1912 wurden durch Joseph Chatzidakis in der Höhle bei Arkalochori 53 Bronzeschwertklingen ohne Griff und 19 Votivdoppeläxte, davon eine silberne, bei archäologischen Grabungen entdeckt und geborgen. Votivdoppeläxte erscheinen häufig auf minoischen und mykenischen Bilddarstellungen, beispielsweise dreimal auf dem Sarkophag von Agia Triada, der in das 14. Jahrhundert v. Chr. datiert wird.
| Kolumnen der Inschrift auf der Axt von Arkalochori | Kolumnen der Inschrift auf der Axt von Arkalochori | Kolumnen der Inschrift auf der Axt von Arkalochori |    |
| Spalte 1                                           | Spalte 2                                           | Spalte 3                                           |    |
| -------------------------------------------------- | -------------------------------------------------- | -------------------------------------------------- | -- |
| 10                                                 | 04                                                 | 01                                                 | 01 |
| 11                                                 | 05                                                 | 01                                                 | 01 |
| 08                                                 | 06                                                 | 02                                                 | 02 |
| 13                                                 | 07                                                 | 02                                                 | 02 |
| 14                                                 | 08                                                 | 03                                                 | 03 |
| 15                                                 | 09                                                 | 03                                                 | 03 |

Unter den wesentlich reichhaltigeren Funden Spyridon Marinatos’ in Arkalochori bei seiner Untersuchung der Höhle im Jahr 1934 befand sich auch eine größere Bronzeaxt, deren Besonderheit eine Inschrift darstellt. Auf dem Kopf der von Schneide zu Schneide etwa 30 Zentimeter breiten Doppelaxt befinden sich unterhalb des Auges drei Kolumnen mit eingravierten Zeichen. Sie wurden sowohl mit der Linearschrift A als auch den Stempeleindrücken auf dem Diskos von Phaistos in Verbindung gebracht und konnten bisher nicht entziffert werden.
Neben der beschriebenen Axt konnte Marinatos hunderte von langen Schwertern, Messern und Doppeläxten aus Bronze, als Weihegaben wie auch in nutzbarer Form, sowie 25 kleine goldene und 7 silberne Doppeläxte bergen. Unter letzteren befanden sich eine goldene und eine silberne Votivaxt (AR Zf 1 und AR Zf 2), beide nur etwa 5 Zentimeter breit, die eine gleichartige Linear-A-Inschrift eines Wortes trugen:
   
Die phonetische Umschrift dieser Zeichen der beiden kleinen Doppeläxte lautet I-DA-MA-TE, wobei eine Lautähnlichkeit mit der Göttin Demeter/Damater besteht, der „Mutter Da“ oder „Mutter der Erde“. Das erste Zeichen  stellt dabei ein Präfix mit nicht sicher bestimmbarer Bedeutung dar. Alle vier Linear-A-Zeichen ähneln bestimmten Zeichen auf der wesentlich größeren bronzenen Votivdoppelaxt mit den Inschriftenkolumnen. Die dortigen ersten vier Zeichen der ersten Kolumne bedeuten nach Gareth Owens I-DA-MA-NA, wobei er allerdings  mit  und  mit  gleichsetzen würde. Insgesamt weisen die Fundstücke und sonstigen Überreste in der Höhle auf ein ehemaliges militärisches Heiligtum an dieser Stelle hin.

## Die Inschrift

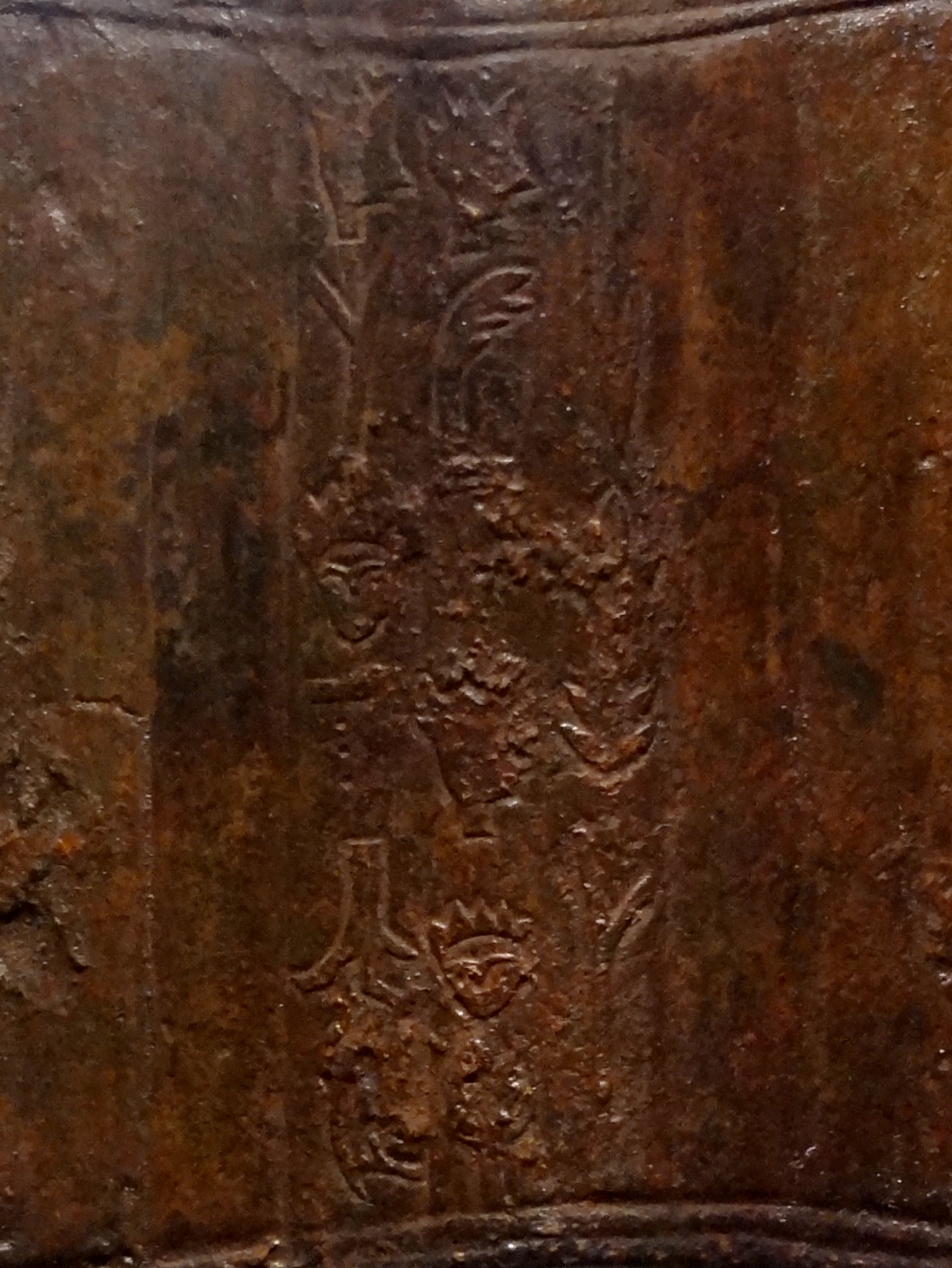
Inschrift auf dem Axtkopf

Die Inschrift auf der bronzenen Axt von Arkalochori setzt sich aus 15 Zeichen zusammen, die in drei Kolumnen untereinander angeordnet sind. Von diesen Zeichen ähneln einige einander, so dass von 10 bis 12 verschiedenen Zeichen ausgegangen wird. Dabei erscheint der Kopf im Profil am Anfang der 1. Kolumne auch an erster und vierter Position in der 2. Kolumne, der Kopf in Frontalansicht an der dritten Stelle der 1. Kolumne fast identisch an fünfter Position der 2. Kolumne und das Zeichen mit drei Punkten an der vierten Stelle der 1. Kolumne etwas abgewandelt auch an Position drei der 2. Kolumne. Weiterhin ist das dritte Zeichen der 3. Kolumne eine gespiegelte Darstellung des zweiten Zeichens der 1. Kolumne, eine Bedeutungsgleichheit oder -ähnlichkeit impliziert dies jedoch nicht.
Obwohl es Ähnlichkeiten von Zeichen auf der Axt von Arkalochori mit Schriftzeichen der minoischen Linearschrift A gibt, ist der Text auf der Axt zu kurz, um eine Verbindung mit dieser Schrift schlüssig herzustellen. Einige der Zeichen kommen wegen ihrer Universalität auch in anderen Schriften vor, die zum Kulturgebiet Kretas keine Beziehung hatten. Andere Zeichen haben in der Linearschrift keine Entsprechung, ähneln hingegen den Zeichen auf dem Diskos von Phaistos. Hingegen wurden bei vier Zeichen Parallelen sowohl zur Linearschrift A als auch zum Diskos von Phaistos gezogen. Louis Godart schloss 1995 aus der Anordnung der Zeichen, dass sie nicht mehr als eine Pseudo-Inschrift eines Analphabeten in verständnisloser Nachahmung der authentischen Linear-A-Zeichen auf anderen ähnlichen Äxten darstellten. Dies hinderte Autoren nach ihm nicht daran, Versuche der Entzifferung der Inschrift auf der Axt von Arkalochori zu wagen.
| №  | Zeichen | Linear A   | Diskos |
| -- | ------- | ---------- | ------ |
| 01 | 01      | A304 KA ?? |        |
| 02 | 02      | AB28 I     | D39    |
| 03 | 03      | AB01 DA    |        |
| 04 | 04      |            | D02    |
| 05 | 05      |            |        |

| №  | Zeichen | Linear A   | Diskos |
| -- | ------- | ---------- | ------ |
| 06 | 06      | AB05 TO ?? |        |
| 07 | 07      |            | D02    |
| 08 | 08      | AB80 MA    |        |
| 09 | 09      | AB04 TE ?  | D35    |
| 10 | 10      |            | D02    |

| №  | Zeichen | Linear A   | Diskos |
| -- | ------- | ---------- | ------ |
| 11 | 11      | AB31 SA ?? | D19    |
| 12 | 08      | AB80 MA    |        |
| 13 | 13      | AB06 NA ?? | D23    |
| 14 | 14      |            |        |
| 15 | 15      | A338 ?     |        |

Die wahrscheinlichste Leserichtung der Inschrift auf der Axt von Arkalochori ist von oben nach unten und von links nach rechts. Daraus ergibt sich folgendes Schriftbild der Inschrift mit unterlegter Linearschrift A, wobei der Profilkopf, der dem auf dem Diskos von Phaistos (D02) ähnelt, wohl keinen Lautwert besitzt, sondern als Determinativ eine nachfolgende Person kennzeichnet:
D02    [*]    D02 [*]  D02   

## Entzifferungsversuche
Friedrich Dürr interpretierte die Zeichen auf der Axt von Arkalochori im Jahr 2000 als nordwestsemitische Silbenschrift. Demgegenüber sah Fred C. Woudhuizen mit den Parallelen zum Diskos von Phaistos und der Linearschrift A Verbindungen zum Luwischen wie auch dem Semitischen. Seine Transliteration und Interpretation des Textes von 2016, entsprechend der Leserichtung von links nach rechts und von oben nach unten, lautet:
| á+ti sa1-ḫár-wa? i+à l(a)+PÁRA á-tà -wa? á-ḫár-ḫù ḫa5-nú-sa1 |  |  | In Scheria: diese Doppeläxte hat Acharkus gemacht, der Sohn des Chanus. |